# Ridván
Riḍván, in arabo رضوان‎?, è una festività bahai di dodici giorni che commemora la dichiarazione che Bahá'u'lláh, il fondatore della Fede bahá'í, fece nel Giardino di Ridván, rivelando d'essere Colui che Dio renderà manifesto, la figura messianica il cui avvento era stato profetizzato dal Báb.
Quella festa di rivelazione iniziò al tramonto del venti aprile 1863 e terminò il due maggio al tramonto.
Il primo, il nono e il dodicesimo giorno di Ridván sono normalmente festeggiati dai baha'i con l'astensione dal lavoro e dallo studio.
Ridván, significa paradiso, e prende il nome dal Giardino, nei dintorni di Baghdad dove Bahá'u'lláh rimase dodici giorni prima d'iniziare il nuovo trasferimento a Costantinopoli al quale le autorità ottomane l'avevano seppur con riguardo costretto.

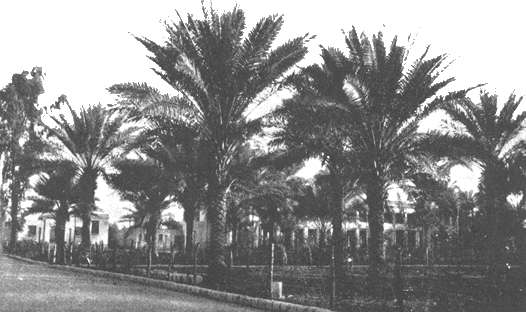
Giardino di Ridván, Baghdad

Ridván è per i Bahai è una festività di sommo significato, ed è anche chiamata la Festa più grande.

## Storia
Bahá'u'lláh, già esiliato dalla Persia nell'aprile del 1853, fu obbligato col nuovo editto Ottomano a trasferirsi a Costantinopoli; ciò per la gran popolarità raggiunta infastidente il clero islamico che tramite il console persiano: Mirzá Buzurg Khán, ne chiese ripetutamente l'estradizione, sfociando alla fine in quell'allontanamento da Baghdad.
Prima d'intraprendere quell'ulteriore trasferimento, Bahá'u'lláh si recò il 20 aprile 1863 nel Giardino di Najibìyyih, poi chiamato dai suoi fedeli giardino di Ridván.
Dopo il suo arrivo nel giardino, Bahá'u'lláh rivelò d'essere Colui che Dio renderà manifesto dando compimento alla profezia del Báb. In quei giorni una moltitudine di visitatori affollarono la sua tenda, le emozioni furono molto forti, pur se non tutti furono allora consapevoli di cosa significasse quella storica Rivelazione.
Nei suoi scritti il Báb annunciava l'imminenza di: Colui che Dio renderà manifesto, ossia l'arrivo della Figura Messianica il cui avvento era profetizzato da tutte le grandi religioni.

## Significato
La commemorazione di quell'avvenimento fonda la festa di Ridván, una festa innovativa particolarmente sentita dai Bahá'í in quanto la rivelazione fatta in quell'occasione da Bahá'u'lláh costituisce il punto di partenza della Fede Bahá'í come movimento religioso autonomo, distinto e separato dal Bábismo.
Bahá'u'lláh, in seguito specificò che a partire da quella data non sarebbe giunta un'altra Manifestazione di Dio prima di mille anni, e che tutti i nomi o attributi di Dio erano da allora manifesti in tutte le cose.

## Elezioni baháʼí
Nel periodo festivo del Ridván si svolgono annualmente le elezioni bahá'í delle assemblee spirituali locali e nazionali, e, ogni cinque anni, anche l'elezione della Casa Universale di Giustizia.